# Olga Noronha
Olga Noronha (Porto, Portugal, em 1990) é artista plástica e investigadora nas áreas de Arte, Ciência e Design.. Vive em Portugal e trabalha entre Londres, Portugal e Itália. Olga Noronha.
O seu trabalho abrange a escultura, design de joalharia, exploração de várias técnicas tradicionais associadas à perícia tecnológica bem como criação de novos materiais - Lab Paintings ©.

ModaLisboa.

## Biografia e formação
Doutorada (PhD) e mestre (MRes) em Investigação de Design pela Goldsmiths, University of London (com bolsa de mérito do Arts and Humanities Research Council (AHRC)., Olga Noronha licenciou-se, inicialmente, em Design de Joalharia (BA) na Central Saint Martins, Londres. De momento, enquanto professora convidada, palestrante e investigadora integrada, encontra-se ligada a várias instituições académicas nacionais e internacionais, tais como Royal College of Arts (UK), Central Saint Martins (UK), Winthrop University (USA), UCA Rochester (UK), POLIMI (IT), ESAD (PT), entre outras.

## Carreira
Durante o período em Londres, começou a desenvolver peças que associam design de joalharia, engenharia biomecânica e procedimentos medico-cirúrgicos, criando, em 2011, o conceito de “Joalharia Medicamente Prescrita”® . A sua pesquisa acerca do corpo humano e da anatomia levou-a a criar objetos híbridos entre arte, design e saúde. A artista também atua em projetos que exploram a escultura à escala humana e a interação entre corpo e objeto em sentido mais amplo.
Desde 2013 que se encontra ligada à ModaLisboa,, apresentando a sua obra de forma disruptiva em formato de performance.
Atualmente, assume o papel de Coordenadora e Investigadora Principal de dois projetos financiados pela Fundação para a Ciência e a Tecnologia (FCT), intitulados "Estudo de padrões de filigrana para aplicações em joalharia biomédica" e “Design de placas de fixação de fraturas ósseas em filigrana.”[www.biofiligree.com], criando nesta sequência o conceito “BioFiligrana”®
Com múltiplas exposições e publicações nacionais e internacionais nas áreas da Arte, Design e Ciência, a sua obra integra várias coleções públicas e privadas, entre as quais MuDe (Museu do Design e da Moda), Museo Del Gioiello Vicenza (IT), Fundação Ilídio Pinho (PT), Coleção de Arte e Design Central Saint Martins (UK) e Fundação de Serralves (PT).

## Estilo e Temas
Atenta à criação de obras que relacionam a robustez do mecânico e tecnológico à elegância e delicadeza da matéria per se. Olga Noronha defende que cada obra deverá veicular algo mais que uma simples ideia de acessório/adereço, sendo o seu trabalho maioritariamente contextualizado como obra escultórica que reconfigura e re-imagina o corpo humano, em tom de ‘objeto’ autónomo e concreto que vive para além da presença (implícita) do corpo.
O seu trabalho flutua entre áreas distintas, caracterizadas por contrastes e dicotomias, que visam conjugar o pragmatismo científico e o conceptualismo da Arte, nomeadamente nos projectos “Joalharia Medicamente Prescrita”® e “BioFiligrana”® que tem vindo a a desenvolver desde 2011.
A obra de Olga Noronha caracteriza-se pela experimentação de materiais e processos de produção, transitando entre objetos utilitários (como dispositivos cirúrgicos) e peças conceituais que questionam a relação entre corpo, o espaço e o movimento. A artista tem explorado ainda a filigrana, associando-a a funcionalidades biomédicas e a reflexões sobre a fisicalidade do corpo.

## Exposições e Reconhecimento
- Em 2011, foi retratada pelo jornal Público como “designer de jóias ortopédicas”, evidenciando sua abordagem inovadora ao design.[2]
- Em 2018, a Time Out Porto destacou seu ateliê e sua carreira emergente.[1]
- Participou em várias edições da ModaLisboa, incluindo a FW23 “Core”, repercutida pela Vogue Portugal. [6]
- Em 2023, o Público voltou a noticiar o seu trabalho de “biofiligrana”, reforçando a constante pesquisa e inovação na sua prática.[3]
- Tem colaborações com instituições académicas e culturais em Portugal e no estrangeiro,[5] além de apresentar palestras e conferências sobre arte, design e medicina.